# PalaFerraro
Il palazzetto dello sport "Domenico Ferraro", frequentemente abbreviato in PalaFerraro, è il principale impianto sportivo coperto della città di Cosenza.

## Storia
Dal 2001 la struttura è intitolata a Domenico Ferraro, giovanissimo cestista calabrese scomparso nel 2000 in un incidente stradale.